# Влатко Вукославић Хрватинић
Влатко Вукославић (пре 1325 - после 26. новембра 1383) је био великаш из Доњих Краја. Служио је босанске банове Стефана II, Твртка I и угарског краља Лајоша I.

## Биографија
Влатко је био син Вукослава Хрватинића, односно унук Хрватина Стјепанића, родоначелника породице Хрватинић. Имао је двојицу браће, Вука и Павла. Са браћом се помиње у исправи од 25. маја 1325. године. Са Гргуром Павловићем помиње се 1351. године пред баном Стефаном II Котроманићем у вези регулисања имовинских односа међу Хрватиновим потомцима. Влатко наступа у име Вукославића као најстарији Вукославов син. Вукослав је умро десетак година раније. Гргур је, као најстарији син Павла Хрватинића, заступао Павловиће. Након смене на босанском престолу (1353), Влатко је настојао да изглади односе са Твртком I (1353-1391). Од Твртка је очекивао потврду повластица и добара које је добио од Стефана II. Од Твртка, као и његових родитеља, Владислава и Јелене, и брата, кнеза Вука, Влатко је добио две исправе 1353-4. године. Котроманићи су јамчили Влатку да неће никада бити њихов талац или заробљеник. Такође су му потврдили поседе. Када се Јелена вратила од угарског краља Лајоша I (1354), Влатку су поново потврђене територије новом повељом. Влатко је, према тој повељи, живео у Кључу. Почетком 1357. године долази до захлађења односа између босанског бана и угарског краља. Поједини Хрватинићи прилазе Лајошу, али је Влатко остао веран бану Твртку. Бан му је исте године издао исправу којом му је зајамчио да неће претрпети никакву казну због невере братића Гргура Павловића. За узврат, Влатко је Твртку дуговао војничку службу. Влатко је, међутим, прешао на Лајошеву страну приликом угарског напада на Босну 1363. године. Са Лајошем је закључио споразум по краљевом повратку из Босне. На то упућује податак из Лајошевог писма (13. јул 1363) којим је из свог логора крај Сане наредио загребачком Каптолу да са краљевим изаслаником Николом Павловим из Пакраца упуте повереника да учествује при увођењу међа поседа Свети Тома (у околини данашње Томашице) и Зобочина, који су припадали граду Бршћановцу. Краљ их је Влатку дао у замену за Кључ. Загребачки Каптол је писмом потврдио да је поступио по краљевој наредби. Лајош је 5. маја 1364. године повељом свечано потврдио замену. Краљ је 12. августа 1366. године издао Влатку нову повељу којом га је изузео од банске и палатинске власти обавезујући га да се мора одазвати једино краљевском суду. Влаткова права су кршена 1370-тих година и 1378. године је посредовао сам угарски краљ наређујући бану Петру Цудару и подбану Петру Чирку да штите Влаткова права. Влатко се помиње као један од сведока у повељи загребачког Каптола од 27. августа 1380. године. Последњи пут помиње се у исправи жупана Базова од 26. новембра 1383. године у вези са парницом која се пред њим водила.

## Породица
Влатко је био син Вукослава Хрватинића. Име Влаткове мајке није познато. Имао је тројицу синова:
- Вукослава (умро после 1363), помиње се у исправи Твртка I из 1357. године којом су Влатку потврђене територије. Не помиње се након Влатковог преласка на страну Лајоша I.
- Гргура
- Николу

### Породично стабло
|  |                            |  |  |  |  |  |  |  |  |  |  |  |  |  |  |  |
|  | Стјепан (кнез Доњих Краја) |  |  |  |  |  |  |  |  |  |  |  |  |  |  |  |
|  |                            |  |  |  |  |  |  |  |  |  |  |  |  |  |  |  |
|  |                            |  |  |  |  |  |  |  |  |  |  |  |  |  |  |  |
|  | Хрватин Стјепанић          |  |  |  |  |  |  |  |  |  |  |  |  |  |  |  |
|  |                            |  |  |  |  |  |  |  |  |  |  |  |  |  |  |  |
|  |                            |  |  |  |  |  |  |  |  |  |  |  |  |  |  |  |
|  | Вукослав Хрватинић         |  |  |  |  |  |  |  |  |  |  |  |  |  |  |  |
|  |                            |  |  |  |  |  |  |  |  |  |  |  |  |  |  |  |
|  |                            |  |  |  |  |  |  |  |  |  |  |  |  |  |  |  |
|  | Влатко Вукославић          |  |  |  |  |  |  |  |  |  |  |  |  |  |  |  |
|  |                            |  |  |  |  |  |  |  |  |  |  |  |  |  |  |  |
|  |                            |  |  |  |  |  |  |  |  |  |  |  |  |  |  |  |